# Tolerancja immunologiczna w ciąży
Tolerancja immunologiczna w ciąży – fizjologiczne zjawisko braku odpowiedzi immunologicznej organizmu matki skierowanej przeciwko obcym antygenowo tkankom płodu i łożyska. Nieprawidłowości tolerancji immunologicznej w ciąży mogą leżeć u podstaw patologii wczesnej ciąży, w tym poronień.

## Mechanizmy
Łożysko stanowi barierę immunologiczną między matką a płodem. Istotną rolę odgrywa tu wydzielana przez nie neurokinina B. Specjalne komórki łożyska unieczynniają cytotoksyczne limfocyty T matki przez hamowanie odpowiedzi na interleukinę 2. Bariera łożyskowa nie jest jednak jedynym i skutecznym środkiem służącym odizolowaniu komórek płodu od komórek układu odpornościowego matki (w układzie krążenia ciężarnej wykrywa się komórki płodowe). 
Łożysko wytwarza liczne czynniki immunosupresyjne, mogące odgrywać rolę w hamowaniu odpowiedzi immunologicznej skierowanej przeciwko tkankom płodu. Należą tu:
- TGF-β2
- interleukina 10
- łożyskowy czynnik supresorowy (PSF)
- TCDF
- HSF
- PAPP-A
- izoferrytyna łożyskowa (PLF)

Immunosupresyjne działanie mają hormony: estrogeny, progesteron, gonadotropina kosmówkowa.

## Zapobieganie
Ekspozycja na nasienie partnera jest sposobem na zapobieganie stanowi przedrzucawkowemu, co wynika głównie z wchłaniania kilku obecnych w nasieniu czynników modulujących odpowiedź immunologiczną.